# Boiry-Sainte-Rictrude
 Boiry-Sainte-Rictrude  es una población y comuna francesa, situada en la región de Norte-Paso de Calais, departamento de Paso de Calais, en el distrito de Arras y cantón de Beaumetz-lès-Loges.

## Demografía
| 410 | 443 | 475 | 516 | 469 | 411 |
| Para los censos de 1962 a 1999 la población legal corresponde a la población sin duplicidades (Fuente: INSEE [Consultar]) |     |     |     |     |     |